# Mille Dinesen
Mille Dinesen (* 17. März 1974 in Dänemark) ist eine dänische Schauspielerin.

## Leben
Dinesen absolvierte 2004 ihre Schauspielausbildung an der Statens Scenekunstskole. Sie wirkte danach als Schauspielerin in vielen dänischen Filmen und Serien mit.
Dinesen hatte ihr Filmdebüt 2005 in Nynne in der Hauptrolle als Nynne sowie anschließend 2006 in der gleichnamigen Serie und erreichte damit eine größere Bekanntheit in ihrer Heimat. Eine weitere Hauptrolle verkörperte sie als Rita Madsen in der TV 2-Fernsehserie Rita, für die Dinesen beim Monte-Carlo Television Festival einen Preis in der Kategorie „Beste Hauptdarstellerin“ gewann. Des Weiteren trat sie u. a. in den dänischen Produktionen Borgen – Gefährliche Seilschaften, Das Genie und der Wahnsinn und in Nordlicht – Mörder ohne Reue auf. 2020 wurde Dinesen mit dem Ove-Sprogøe-Preis ausgezeichnet.

## Filmografie

### Film
- 2005: Nynne
- 2006: Das Genie und der Wahnsinn (Sprængfarlig Bombe)
- 2007: Cecilie
- 2008: Kung Fu Panda – dänische Synchronsprecherin als Stimme des Tigers
- 2009: Simon & Malou
- 2009: Storm – Sieger auf vier Pfoten (Storm)
- 2010: Min søsters børn vælter Nordjylland
- 2011: Alle for en
- 2012: Min Søsters børn – Alene hjemme
- 2013: Min søsters børn i Afrika
- 2014: Copenhagen
- 2015: What We Become (Sorgenfri)
- 2019: Hacker – Die Zeus-Verschwörung

### Fernsehserien
- 2006: Nynne
- 2010–2013: Borgen – Gefährliche Seilschaften (Borgen)
- 2011: Nordlicht – Mörder ohne Reue (Den som dræber, Folge 10)
- 2012–2020: Rita – als Rita